# 宇賀神友彌
宇賀神友彌（日语：うがじん ともや，1988年3月23日—），日本足球運動員，現效力日丙球隊FC岐阜，前日本國家足球隊成員。

## 俱樂部生涯
宇贺神友弥出自浦和红钻青训，2010年从流通经济大学加入浦和，一直在现在为浦和红钻效力了12年。 
宇贺神友弥上半程曾经作为浦和红钻的首发左前卫，但是下半程逐渐失去了主力位置。
德乙波鸿向今年合同到期的浦和红钻中场宇贺神友弥发出邀请，被宇贺神拒绝，他表示球队已经晋级明年的亚冠联赛，将会和球队续约。
凭借宇贺神友弥的进球，浦和红钻1:0战胜了仙台维加泰，获得了第98届日本天皇杯的冠军。这是浦和红钻时隔12年队史第7次获得天皇杯的冠军。 
浦和红钻今日又公布了后卫队员宇贺神友弥在赛季结束后离队的消息。

## 國家隊生涯
2018年3月23日，日本在比利时与馬里进行了一场友谊赛，双方最终1-1战平，在迎来个人国家队首秀的右后卫宇贺神友弥在比赛中送点，半场就被换下。

## 外部連結
- 日本職業足球聯賽中的宇賀神友彌 （日語）
- 宇賀神友彌在浦和紅鑽的官網 （日語）
- 宇賀神友彌（页面存档备份，存于）在雅虎日本運動 （日語）